# Padre Carvalho
Padre Carvalho là một đô thị thuộc bang Minas Gerais, Brasil. Đô thị này có diện tích 449,963 km², dân số năm 2007 là 5828 người, mật độ 13 người/km².